# Halle (Weserbergland)
 For alternative betydninger, se Halle. (Se også artikler, som begynder med Halle)
Halle er en kommune i Landkreis Holzminden i den tyske delstat Niedersachsen, med 1.572 indbyggere (2012), og en del af amtet Bodenwerder-Polle.

## Geografi
Kommunen ligger midt i Weserbergland mellem mittelgebirgene Vogler og Ith og gennemløbes fra nord af Lenne-bifloden Spüligbach.

### Nabokommuner
Halle grænser mod nord og øst til Emmerthal (landsbyen Esperde), Coppenbrügge (landsbyen Harderode) og Salzhemmendorf i Landkreis Hameln-Pyrmont, mod syd til Dielmissen og Kirchbrak, og mod vest til Bodenwerder og Heyen.

### Inddeling
Kommunen Halle består af følgende landsbyer og bebyggelser:
- Bremke (249 indbyggere)
- Dohnsen (407 indbyggere)
- Halle (739 indbyggere)
- Hunzen (146 indbyggere)
- Kreipke (41 indbyggere)
- Tuchtfeld (64 indbyggere)
- Wegensen (80 indbyggere)